# Торион Квартара (Новара)
Торион Квартара (итал. Torrion Quartara) је насеље у Италији у округу Новара, региону Пијемонт.
Према процени из 2011. у насељу је живело 1805 становника. Насеље се налази на надморској висини од 148 м.